# Оскар Ліндберг
Оскар Ліндберг (швед. Oscar Lindberg, нар. 29 жовтня 1991, Шеллефтео) — шведський хокеїст, центральний нападник клубу КХЛ «Динамо» (Москва). Гравець збірної команди Швеції.

## Ігрова кар'єра
Вихованець хокейного клубу «Шеллефтео» в якому і розпочав кар'єру 2008 року.
2010 року був обраний на драфті НХЛ під 57-м загальним номером командою «Фінікс Койотс».
8 травня 2011 «Фінікс Койотс» обмінюють Ліндберга на одного з гравців «Нью-Йорк Рейнджерс».
У сезоні 2012–13 Оскар став володарем трофею Стефана Ліва, як найцінніший гравець плей-оф Елітсерії.
Влітку 2013 переїздить до «Гартфорд Вулвс Пек» (АХЛ), де виступає два роки. 24 лютого 2015 Оскар дебютував у складі «Нью-Йорк Рейнджерс». Наступні два сезони Ліндберг відіграв за «Рейнджерс». 
Влітку 2017 Оскара обирає «Вегас Голден Найтс». 4 липня 2017, як вільно обмежений він уклав дворічну угоду з «Голден Найтс».
10 жовтня 2017 Оскар відзначився голом у складі «Золотих лицарів».
25 лютого 2019 під час чергового обміну Оскар опинився у клубі «Оттава Сенаторс».
26 серпня 2019, як вільний агент НХЛ, Ліндберг перейшов до швейцарської команди «Цуг» уклавши контракт на один рік з умовою продовження ще на один рік.
8 травня 2020, як вільний агент уклав однорічну угоду з клубом КХЛ «Динамо» (Москва).
Був гравцем молодіжної збірної Швеції, у складі якої брав участь у 12 іграх. У складі національної збірної команди Швеції став двічі чемпіоном світу. 

## Нагороди та досягнення
- Чемпіон Швеції у складі «Шеллефтео» — 2013.
- Володар Трофею Стефана Ліва — 2013.
- Чемпіон світу — 2013, 2017.

## Статистика

### Клубні виступи
| Сезон        | Клуб                 | Ліга         | Регулярний сезон | Регулярний сезон | Регулярний сезон | Регулярний сезон | Регулярний сезон | Плей-оф | Плей-оф | Плей-оф | Плей-оф | Плей-оф |
| Сезон        | Клуб                 | Ліга         | І                | Г                | П                | О                | ШХ               | І       | Г       | П       | О       | ШХ      |
| ------------ | -------------------- | ------------ | ---------------- | ---------------- | ---------------- | ---------------- | ---------------- | ------- | ------- | ------- | ------- | ------- |
| 2008–09      | «Шеллефтео» J20      | J20          | 38               | 14               | 19               | 33               | 54               | 5       | 0       | 1       | 1       | 4       |
| 2009–10      | «Шеллефтео»          | Елітсерія    | 36               | 1                | 1                | 2                | 35               | 10      | 2       | 0       | 2       | 2       |
| 2009–10      | «Шеллефтео» J20      | J20          | 30               | 14               | 13               | 37               | 44               | 1       | 1       | 1       | 2       | 12      |
| 2010–11      | «Шеллефтео»          | Елітсерія    | 41               | 5                | 9                | 14               | 31               | 18      | 3       | 4       | 7       | 4       |
| 2011–12      | «Шеллефтео»          | Елітсерія    | 46               | 5                | 5                | 10               | 18               | 18      | 1       | 3       | 4       | 10      |
| 2012–13      | «Шеллефтео»          | Елітсерія    | 55               | 17               | 25               | 42               | 54               | 13      | 4       | 8       | 12      | 16      |
| 2013–14      | «Гартфорд Вулвс Пек» | АХЛ          | 75               | 18               | 26               | 44               | 58               | —       | —       | —       | —       | —       |
| 2014–15      | «Гартфорд Вулвс Пек» | АХЛ          | 75               | 28               | 28               | 56               | 68               | 15      | 3       | 13      | 16      | 6       |
| 2014–15      | «Нью-Йорк Рейнджерс» | НХЛ          | 1                | 0                | 0                | 0                | 0                | —       | —       | —       | —       | —       |
| 2015–16      | «Нью-Йорк Рейнджерс» | НХЛ          | 68               | 13               | 15               | 28               | 43               | 2       | 0       | 0       | 0       | 2       |
| 2016–17      | «Нью-Йорк Рейнджерс» | НХЛ          | 65               | 8                | 12               | 20               | 32               | 12      | 3       | 1       | 4       | 2       |
| 2017–18      | «Вегас Голден Найтс» | НХЛ          | 63               | 9                | 2                | 11               | 14               | 3       | 0       | 1       | 1       | 2       |
| 2018–19      | «Вегас Голден Найтс» | НХЛ          | 35               | 4                | 8                | 12               | 24               | —       | —       | —       | —       | —       |
| 2018–19      | «Оттава Сенаторс»    | НХЛ          | 20               | 5                | 3                | 8                | 4                | —       | —       | —       | —       | —       |
| 2019–20      | «Цуг»                | НЛА          | 46               | 14               | 16               | 30               | 91               | —       | —       | —       | —       | —       |
| Усього в ШХЛ | Усього в ШХЛ         | Усього в ШХЛ | 178              | 28               | 40               | 68               | 138              | 59      | 10      | 15      | 25      | 32      |
| Усього в НХЛ | Усього в НХЛ         | Усього в НХЛ | 252              | 39               | 40               | 79               | 117              | 17      | 3       | 2       | 5       | 6       |

### Збірна
| Рік                           | Команда                       | Турнір                        | Місце                         | І  | Г | П | О | ШХ |
| ----------------------------- | ----------------------------- | ----------------------------- | ----------------------------- | -- | - | - | - | -- |
| 2009                          | Швеція                        | ЮЧС18                         | 5-е                           | 6  | 0 | 2 | 2 | 8  |
| 2011                          | Швеція                        | МЧС                           | 4-е                           | 6  | 2 | 2 | 4 | 6  |
| 2013                          | Швеція                        | ЧС                            | 1                             | 10 | 1 | 1 | 2 | 2  |
| 2017                          | Швеція                        | ЧС                            | 1                             | 5  | 0 | 2 | 2 | 0  |
| Юніорська та молодіжна збірні | Юніорська та молодіжна збірні | Юніорська та молодіжна збірні | Юніорська та молодіжна збірні | 12 | 2 | 4 | 6 | 14 |
| Національна збірна            | Національна збірна            | Національна збірна            | Національна збірна            | 15 | 1 | 3 | 4 | 2  |